# جب فرح
جب فرح هي إحدى القرى اللبنانية من قرى قضاء راشيا في محافظة البقاع.
وهي تابعة عقاريا لبلدة الرفيد في قضاء راشيا.